# Lleó marí sud-americà

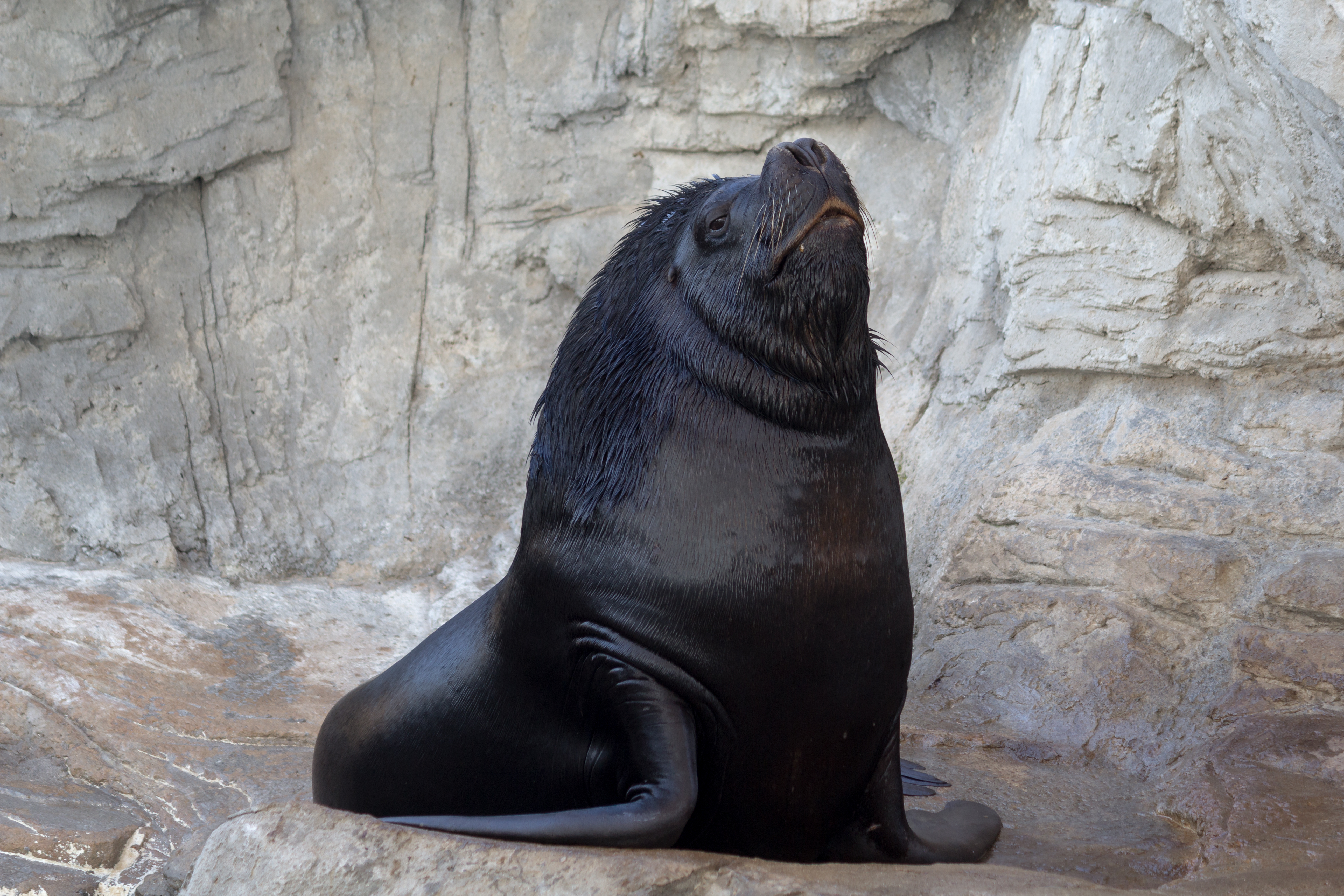
Exemplar en captivitat a L'Oceanogràfic de València.

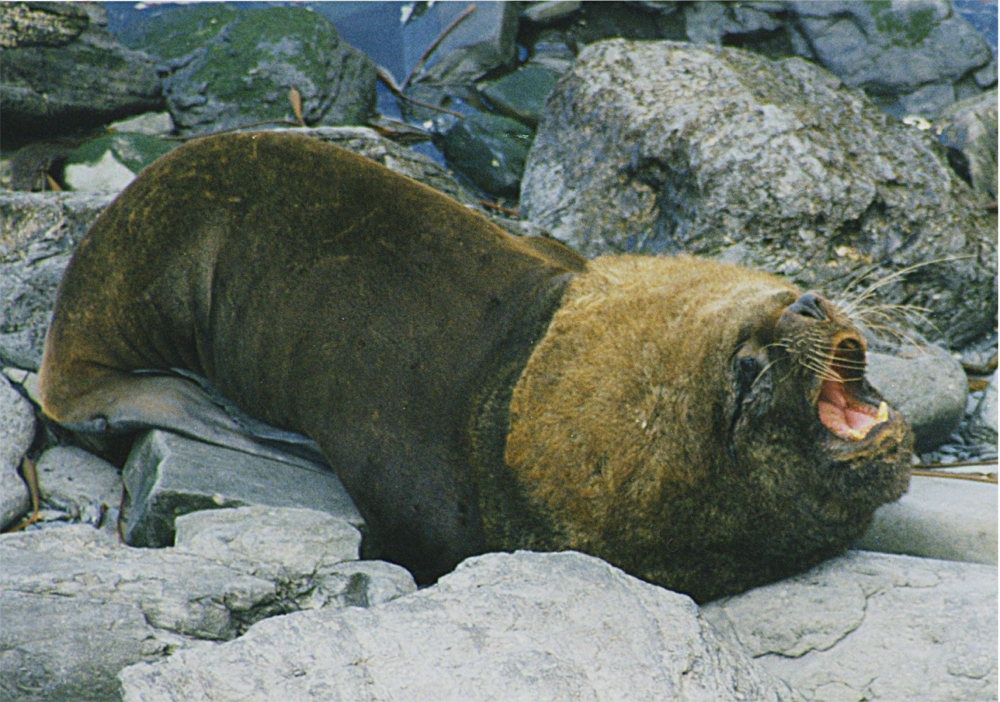
Mascle adult a les illes Malvines

El lleó marí sud-americà (Otaria flavescens, abans Otaria byronia), també anomenat otària, és un pinnípede que es troba a les costes de Xile, el Perú, l'Uruguai i l'Argentina. Es tracta de l'únic membre del gènere Otaria.
Els mascles tenen un cap gros amb una gran crinera i pesen el doble de les femelles. Tan mascles com femelles tenen el pelatge de color taronja. Els cadells neixen de color negre. Els adults mascles arriben a fer 2,73 m de llarg i pesar 350 kg Les femelles adultes fan entre 1.8–2 m i pesen uns 150 kg.